# Cserháthaláp
Cserháthaláp is een plaats (község) en gemeente in het Hongaarse comitaat Nógrád. Cserháthaláp telt 411 inwoners (2001).